# Vander Carioca
Vander dos Santos Ferreira, meglio noto come Vander Carioca (Rio de Janeiro, 22 giugno 1976), è un ex giocatore di calcio a 5 brasiliano, campione sudamericano con la nazionale brasiliana nel 1998.

## Carriera
Con la nazionale brasiliana ha disputato diverse competizioni internazionali a partire dalla Taça América 1998, per arrivare al FIFA Futsal World Championship 2000 in cui la Seleçao ha perso la finale per il titolo per 4-3 contro la Spagna. Vander ha fatto poi parte della nazionale brasiliana al FIFA Futsal World Championship 2004 concluso dal terzo posto.

## Palmarès
- Liga Futsal (07)
- Campionato Mineiro (97)
- Campionato Estadual RJ (98)
- Tigers 5 Cingapura (99)
- Coppa UEFA (01/02,02/03)
- Coppa Italia (05)
- Supercoppa Italiana (05)
- Coppa di Russia (07)
- Coppa America (98,99)
- Sulamericano (00,02)
- Taça Brasil - 1ª Divisione (10)